# Cezary Bielakowski
Cezary Bielakowski (ur. 8 marca 1968) – polski dziennikarz, restaurator, redaktor naczelny Polskiej Agencji Prasowej (2021–2023).

## Życiorys
Pracował jako redaktor literacki w studiu filmowym OKO. Karierę dziennikarską rozpoczynał w nieistniejącej już agencji informacyjnej SIS-Serwis, założonej prowadzonej przez byłych dziennikarzy BBC. Później był szefem działu politycznego w Polskiej Agencji Prasowej, a następnie zastępcą, później kierownikiem działu krajowego dziennika „Życie”. W 2003, po upadku „Życia”, podjął pracę jako zastępca szefa działu politycznego w „Rzeczpospolitej”, a po dwóch latach jako szef działu krajowego w tygodniku „Newsweek Polska”.
W 2006 został szefem działu politycznego a potem zastępcą redaktora naczelnego „Dziennika Polska-Europa-Świat. Funkcję tę sprawował także po połączeniu „Dziennika” z „Gazetą Prawną” aż do swojej rezygnacji w marcu 2010.
Od 2010 kierownik restauracji pod Warszawą.
Wieloletni dziennikarz działu śledczego Tygodnika „Wprost”.
W czerwcu 2021 objął funkcję redaktora naczelnego Polskiej Agencji Prasowej. W grudniu 2023 został zwolniony z tego stanowiska.